# Álvárok

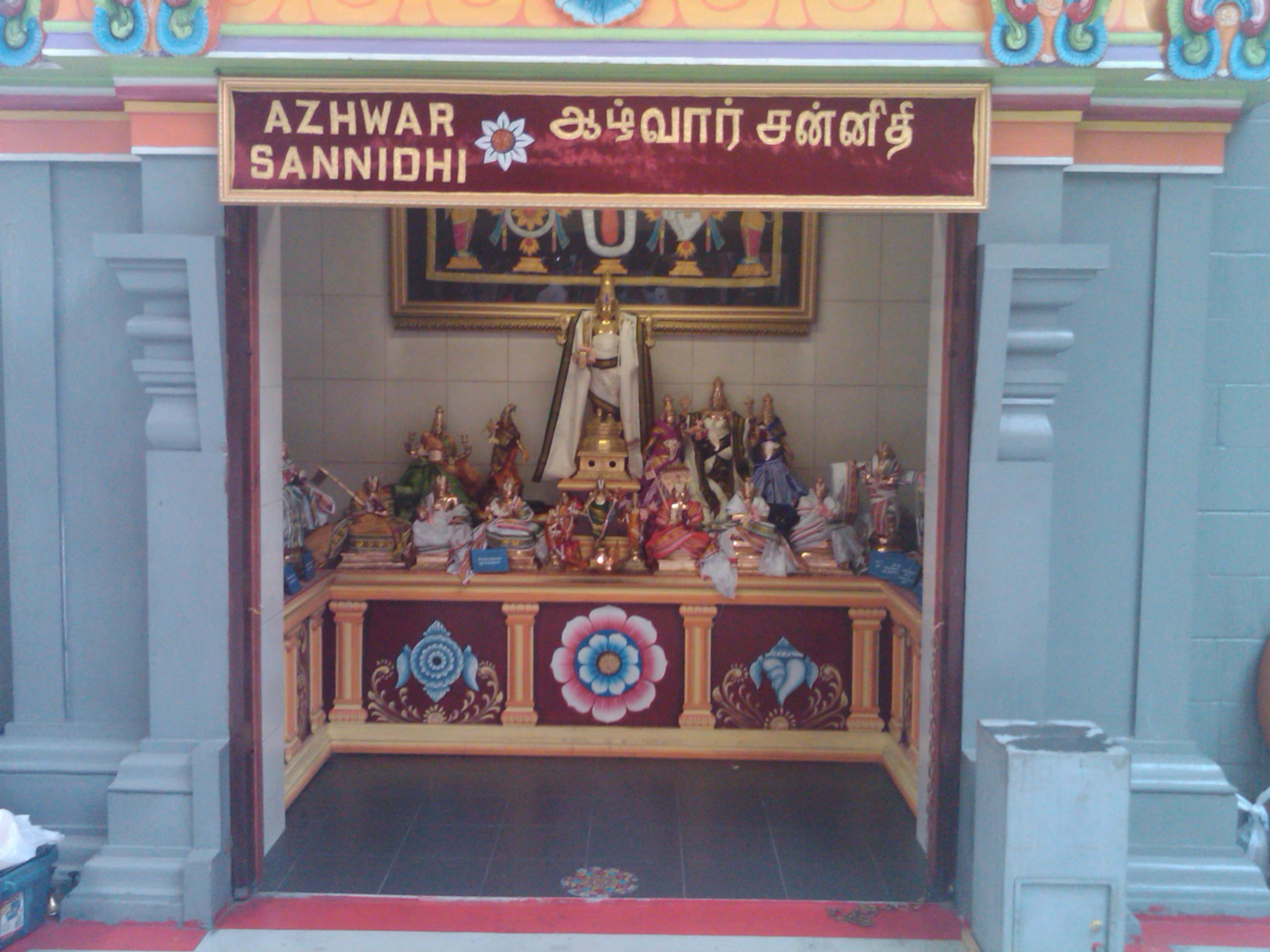
Álvár-szentély egy hindu templomban, Kanadában

Álvároknak  (tamil: ஆழ்வார்) vagy ázsvároknak nevezik a 6. és 9. század között élő dél-indiai hindu költők (hagyományos elgondolások szerint) tizenkét tagú csoportját. 
Az álvárok tamil nyelven írtak a Visnu/Krisna-vallásról, s munkáikat a 9-10. század folyamán Nádamuni (Nathamuni) gyűjtötte össze Nál-ájira-divja-prabandham (Négyezer prabandha) címmel. A mű bevezetője részben szanszkrit nyelven íródott. A gyűjtemény bekerült a szent iratok közé.
Az álvárok saiva kortársaikhoz hasonlóan új, bhakti-központú vallást hirdettek délen, amely rövid időn belül nagy népszerűségre tett szert. Történelmi dokumentum nem maradt fenn róluk. Számukat a hagyomány 12-re becsüli, ám mivel a szerzők "aláírása" nem mindig szerepel a költemények utolsó versszakában, maga a Divja-Prabandham nem igazolja a hagyomány helyt-állóságát. Fennmaradt nevük többnyire csak tiszteletcím. 
A legkiválóbb álvár költők: 
- Perijálvár (valódi neve: Vittuszittan)
- Ándál (valódi neve: Kódai)
- Tirumangai álvár (valódi neve: Paralálan vagy Kaligandri)
- Nammálvár (valódi neve: Szadagópan)
- Kulaszégaran

Egyetlen nő van köztük: Ándál, aki a hagyomány szerint Perijálvár fogadott lánya volt. 
Nammálvár (jelentése: a mi szentünk) volt a legjelentősebb valamennyi költő közül. Valószínűleg a 7. században vagy a 8. század elején élt. A misztikus és teológus Nammálvár új, kifinomult stílust teremtett bhakti költészeten belül és a Nál-ájira-divja-prabandhamnak közel a harmada az ő nevéhez fűződik. 